# 母になる
『母になる』（ははになる）は、2017年4月12日から6月14日まで日本テレビ系「水曜ドラマ」枠で放送された日本のテレビドラマである。主演は沢尻エリカ。

## あらすじ
結衣は陽一と結婚し息子の広をもうけ幸せに暮らしていたが、ある日、広が忽然といなくなる。それから9年後、陽一と離婚した結衣は広と再会する。

## キャスト

### 柏崎家
柏崎 結衣（かしわざき ゆい）
演 - 沢尻エリカ
北海道出身。19歳で上京。ひたむきな性格。
広が誘拐されたことが原因で陽一と離婚。以後、ラーメン屋で働きながら、一人でひっそりと暮らしていた。
柏崎 陽一（かしわざき よういち）
演 - 藤木直人
結衣の元夫。里恵の息子。
西原教授のもと、人工知能の研究をしている准教授だったが、広の誘拐事件の原因を知り、引きこもってしまう。
柏崎 広（かしわざき こう）
演 - 道枝駿佑（関西ジャニーズJr.）（3歳：吉武歓）
結衣・陽一の息子。里恵の孫。
3歳のときに陽一の元教え子に誘拐されて、軟禁されてしまう。その後麻子に助け出され、7年間一緒に暮らしていた。
柏崎 里恵（かしわざき さとえ）
演 - 風吹ジュン
陽一の母。通称「ばぁば」。
夫に先立たれてからは一人で柏崎オートを経営していた。
広が誘拐されてからは意気消沈していた。

### 西原家
西原 莉沙子（にしはら りさこ）
演 - 板谷由夏
太治の妻。繭の母。
ヘアメイクとして現役だが、「自分が良い母親になれていない」と悩んでいる。
広の誘拐後も結衣を励ましていた。
西原 太治（にしはら たいじ）
演 - 浅野和之
莉沙子の夫。繭の父。
東欧大学理工学部教授。研究対象は人工知能。
誘拐事件後も陽一たちを親身になって気遣っている。
西原 繭（にしはら まゆ）
演 - 藤澤遥（3歳：宝辺花帆美）
莉沙子・太治の娘。
ヘアメイクとして働いている莉沙子には不満がある。

### 広&柏崎家の関係者
木野 愁平（きの しゅうへい）
演 - 中島裕翔（Hey! Say! JUMP）
児童相談所の児童福祉司。
広と結衣が親子であることを突き止め、再会できるよう尽力する。
田中 今偉（たなか なうい）
演 - 望月歩
児童養護施設で広と一緒に暮らしている先輩。あだ名は「ナウ先輩」。
緒野 琴音（おの ことね）
演 - 高橋メアリージュン
柏崎オートの事務員。家出していたところを里恵に拾われてから懐いている。
広の誘拐事件後は陽一と里恵の面倒を見ていた。
柿田 尚安（かきた なおやす）
演 - 山中崇
広の担任。
門倉 麻子（かどくら あさこ）
演 - 小池栄子
誘拐された広を助けるが、様々な事情で精神的に摩耗していた自分の救いになった広を手放すことができず、その後7年間一緒に母親として暮らす。
広を手放した後、広を忘れようと葛藤する。
香坂賢太（こうさか けんた）
演 - 中山優貴
巻田大輝（まきただいき）
演 - 成田偉心
上記2名は柏崎オートの社員

### 麻子の関係者
井下 さなえ（いのした さなえ）
演 - 明星真由美
琴音の知人。麻子の顔見知りであり、麻子を「しゃっくり女」と呼び、親しげに接していた。
ヒーさん
演 - 野添義弘
さなえと飲んでいる男性。

### その他
- 田中 舞子（たなか まいこ）（今偉の実母） - 伊藤ゆみ
- 上牧 愛美 - 大塚寧々
- 里中 桃 - 清原果耶
- 松田一輝 - 吉田悟郎
- 石川 のりこ - 角南範子

## スタッフ
- 脚本 - 水橋文美江
- 演出 - 中島悟、丸谷俊平
- 音楽 - 得田真裕
- 主題歌 - 安室奈美恵「Just You and I」（Dimension Point）
- チーフプロデューサー - 西憲彦
- プロデューサー - 櫨山裕子、秋元孝之
- 制作協力 - オフィスクレッシェンド
- 制作著作 - 日本テレビ

## 放送日程
| 話数                                                                        | 放送日  | ラテ欄                                                    | 演出     | 視聴率 |
| --------------------------------------------------------------------------- | ------- | --------------------------------------------------------- | -------- | ------ |
| 第1話                                                                       | 4月12日 | わが子が誘拐…涙の再会で始まる親子の愛しい絆               | 中島悟   | 10.6%  |
| 第2話                                                                       | 4月19日 | 愛しいわが子と再び暮らせる!育てた母が送った衝撃の手紙     | 中島悟   | 10.7%  |
| 第3話                                                                       | 4月26日 | 届かぬ想い…わが子の嘘に母はどうする?育てた女と直接対決    | 中島悟   | 09.3%  |
| 第4話                                                                       | 5月03日 | 弁当捨てるわが子の心見えない…育ての母の再出発             | 中島悟   | 07.9%  |
| 第5話                                                                       | 5月10日 | わが子の意外な返信メール…産んでくれた意味を探す旅の答え   | 丸谷俊平 | 08.3%  |
| 第6話                                                                       | 5月17日 | この子を育てる!母になれなかった女の壮絶な告白             | 中島悟   | 09.5%  |
| 第7話                                                                       | 5月24日 | 究極のわが子への愛とは?生み育てふたりの母親ついに直接対決 | 丸谷俊平 | 07.9%  |
| 第8話                                                                       | 5月31日 | 子育てはやり直せる…新たな強敵登場に2人の母が一致団結!     | 中島悟   | 09.2%  |
| 第9話                                                                       | 6月07日 | わが子の恋に母ふたり七転八倒 息子のケジメは意外なサヨナラ | 丸谷俊平 | 08.4%  |
| 最終話                                                                      | 6月14日 | 女たち決着と別れ…結衣がたどりつく母親の幸せ               | 中島悟   | 09.7%  |
| 平均視聴率 9.2%（視聴率はビデオリサーチ調べ、関東地区・世帯・リアルタイム） |         |                                                           |          |        |

- 第9話は「キリンチャレンジカップサッカー2017 日本×シリア」中継（19時20分 - 21時24分）のため30分繰り下げ（22時30分 - 23時30分）。

## その他
2017年11月、トルコでリメイク版が制作されることが発表 された。日本のドラマでは通算4作目、日本テレビのドラマでは『Woman』に続いて3作目のトルコでのリメイク版制作となる。

## 受賞
- 第8回コンフィデンスアワード・ドラマ賞(2017年4月期) 助演女優賞 小池栄子[5]
- 第93回ザテレビジョンドラマアカデミー賞 助演女優賞 小池栄子[6]